# Chrysorabdia aurantiaca
Chrysorabdia aurantiaca là một loài bướm đêm thuộc phân họ Arctiinae, họ Erebidae.